# Abdij van Sénanque

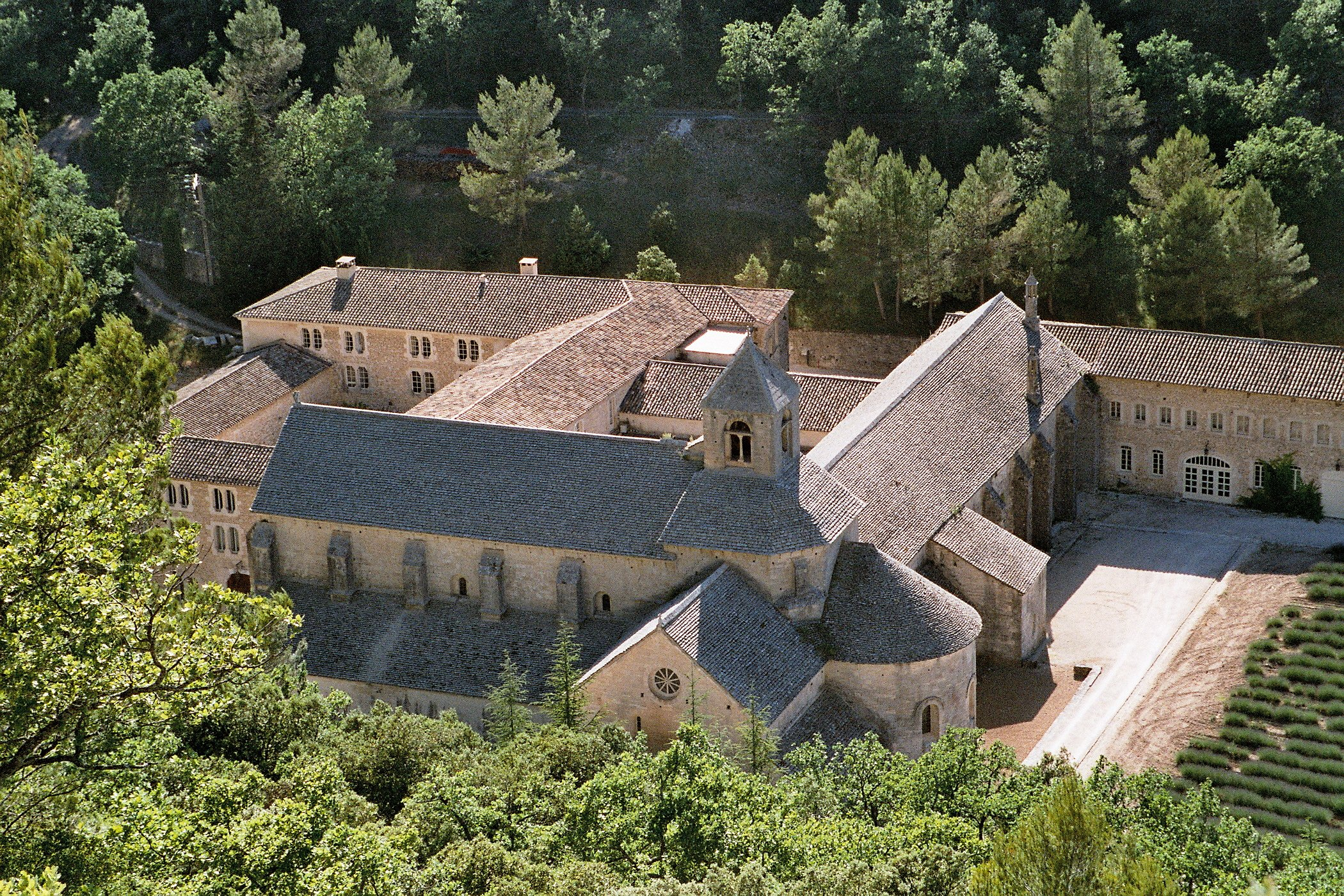
De abdij van Sénanque

De abdij van Sénanque (ook wel Notre-Dame de Sénanque) is een cisterciënzerabdij in de gemeente Gordes (Vaucluse, Frankrijk).  

## Geschiedenis
De abdij werd gesticht in 1148 als dochterklooster van de abdij van Mazan (Haut-Vivarais). Nadat er gezorgd was voor een goede watervoorziening door het bouwen van dijken en kanalen, hadden de monniken veel landbouwopbrengsten. Van het geld dat ze hiermee verdienden, kon de bouw van de kerk worden gefinancierd. Deze werd tussen 1160 en 1180 gebouwd. 
In 1544 werd de abdij het slachtoffer van de opstand van de waldenzen, waarbij monniken door de ketters werden opgehangen en verschillende kloostergebouwen werden verwoest en verbrand. De abdij zou deze verschrikkelijke slag niet te boven komen. Aan het einde van de 17e eeuw telde Sénanque niet meer dan twee religieuzen. In 1780 overleed de laatste monnik van Sénanque. De Franse revolutionairen sloegen de abdij aan en verkochten haar als staatsbezit. De abdijgebouwen deden hierna dienst als boerenbedrijf. Ze kwamen bij toeval in handen van een eerbare koper die verwoesting voorkwam.
Een geestelijke nam de abdij over in 1854, waarna de abdij haar monastieke roeping hervond. De monniken moesten echter in het begin van de 20e eeuw weer vertrekken vanwege de antikatholieke maatregelen die het kabinet-Waldeck-Rousseau had genomen (Verenigingswet van 1901). In 1926 keerden de monniken terug naar de abdij, maar het lukte ze niet meer de gebouwen te onderhouden. In 1969 werd er een cultuurhistorisch centrum gevestigd. Sinds 1988 wonen er weer cisterciënzermonniken in het klooster. 

## De drie cisterciënzerzusters van de Provence
Andere cisterciënzerabdijen in de Provence zijn de Abdij van Le Thoronet en de Abdij van Silvacane. Samen met de Abdij van Sénanque worden deze wel de "drie cisterciënzerzusters van de Provence" genoemd. 